# Frode Nør Christensen
Pour les articles homonymes, voir Christensen.
Frode Nør Christensen, né le 9 octobre 1948 à Hvejsel Sogn (Danemark), est un homme politique danois membre des Démocrates du centre (CD), ancien ministre et ancien député au Parlement (le Folketing). 